# Hjordkær (plaats)
Hjordkær is een plaats in de Deense regio Zuid-Denemarken, gemeente Aabenraa, en telt 1717 inwoners (2007).
- Virtual International Authority File: 246983484